# Platja de la Punta de la Tordera
La platja de la Punta de la Tordera és una platja del municipi de Malgrat de Mar (Maresme), situada en una zona de càmpings. Limita al nord-est amb la desembocadura del riu Tordera, que la separa de la platja de s'Abanell, del municipi de Blanes, i al sud-oest amb la platja de la Conca, a l'inici del camí de la Pomereda. Orientada al sud-sud-est, té una longitud de 900 metres i una amplada que varia entre 5 i 40 metres, està formada per sorra gruixuda i el pendent d'entrada a l'aigua és molt fort.
Disposa d'un ampli ventall de serveis: dutxes, rentapeus, guinguetes, lloguer de para-sols i gandules, passarel·les de fusta per travessar la platja, serveis per a persones amb mobilitat reduïda, vigilància policial i punt d'assistència sanitària. En ser una platja oberta on acostuma batre el vent, s'hi sol practicar el kitesurf quan les condicions són idònies.
El gener de 2020, el temporal Glòria va modificar l'aspecte de la platja, creant una barrera natural de sorra a la desembocadura de la Tordera, que hi va formar una llacuna, afavorint l’aparició de gran varietat d'espècies d'ocells. Per tal de protegir aquesta biodiversitat, es va tancar l'accés a la platja en aquest punt. La zona nudista que hi havia aquí, es va traslladar a la platja de la Conca.
L'Agència Catalana de l'Aigua efectua un control setmanal de la qualitat de l'aigua, durant la temporada de bany, amb el resultat d'excel·lent.